# Germán Barbas
Germán Barbas Díaz (Montevideo, Uruguay, 17 de septiembre de 2007) es un futbolista uruguayo. Juega de mediocampista y su equipo actual es el Club Atlético Peñarol de la Primera División de Uruguay.

## Trayectoria
Comenzó a jugar al baby fútbol en Club Náutico y a los 12 años se unió a las divisiones infantiles del Club Atlético Peñarol y realizó su formación como futbolista con los carboneros. Desde chico lo comparaban con Federico Valverde, quien es su referente, por su complexión y forma de jugar.
Debutó como profesional el 23 de mayo de 2024, el entrenador Diego Aguirre lo hizo ingresar al minuto 79 para enfrentar a Progreso y ganaron 3-1 en el Estadio Campeón del Siglo. Disputó su primer encuentro oficial con 16 años, 8 meses y 7 días, con la camiseta número 16 se convirtió en el segundo jugador más joven en defender la camiseta aurinegra en la máxima categoría del fútbol uruguayo, solo por detrás del "Coquito" Rodríguez.
En su primera temporada como profesional solo disputó un partido pero Peñarol logró el Torneo Apertura, Clausura y Campeonato Uruguayo, además llegaron a semifinales de la Copa Libertadores 2024.
El 14 de abril de 2025 firmó una renovación de contrato, hasta 2028. Días después tuvo una lesión, tras realizarse estudios se confirmó que se rompió los ligamentos cruzados.

## Selección nacional
Ha sido internacional con la selección de fútbol de Uruguay en la categoría juvenil sub-20.
Fue convocado por primera vez en junio de 2024, en la primera lista de Fabián Coito de la categoría sub-20, a pesar de dar 2 años de ventaja por su edad.
Su primera oportunidad de jugar, fue en el Torneo L'Alcúdia, competición amistosa en Europa, debutó con Uruguay el 22 de julio, ingresó en el transcurso del partido para enfrentar a Elche, club al que derrotaron 1-2. Llegaron a la final, se midieron contra Argentina, con un gol suyo lograron el triunfo y título. Barbas estuvo presente en todos los partidos de la competición, trascendió que algunos clubes europeos comenzaron a seguirlo de cerca tras su buena actuación, entre ellos el Real Madrid.
El 7 de enero de 2025 fue confirmado en el plantel para jugar el Campeonato Sudamericano Sub-20. Jugó 7 partidos y convirtió 1 gol pero no lograron clasificar a la Copa Mundial Sub-20 luego de 20 años.
Fue citado por primera vez por el entrenador de la selección absoluta Marcelo Bielsa para la primera FIFA del 2025, el 15 de marzo arribó al Complejo Celeste. Entrenó con jugadores como Federico Valverde, Rodrigo Bentancur, Sergio Rochet, Ronald Araújo y Darwin Núñez pero no fue convocado para los partidos.

## Estadísticas

### Clubes
Actualizado al último partido disputado el 22 de septiembre de 2024.
| Club                    | Div.          | Temporada     | Liga  | Liga  | Liga   | Copas nacionales | Copas nacionales | Copas nacionales | Copas internacionales | Copas internacionales | Copas internacionales | Total | Total | Total  |
| Club                    | Div.          | Temporada     | Part. | Goles | Asist. | Part.            | Goles            | Asist.           | Part.                 | Goles                 | Asist.                | Part. | Goles | Asist. |
| ----------------------- | ------------- | ------------- | ----- | ----- | ------ | ---------------- | ---------------- | ---------------- | --------------------- | --------------------- | --------------------- | ----- | ----- | ------ |
| C. A. Peñarol · Uruguay | 1.ª           | 2024          | 1     | 0     | 0      | -                | -                | -                | -                     | -                     | -                     | 1     | 0     | 0      |
| C. A. Peñarol · Uruguay | 1.ª           | 2025          | 0     | 0     | 0      | -                | -                | -                | -                     | -                     | -                     | 0     | 0     | 0      |
| C. A. Peñarol · Uruguay | Total club    | Total club    | 1     | 0     | 0      | 0                | 0                | 0                | 0                     | 0                     | 0                     | 1     | 0     | 0      |
| Total carrera           | Total carrera | Total carrera | 1     | 0     | 0      | 0                | 0                | 0                | 0                     | 0                     | 0                     | 1     | 0     | 0      |

### Selección
Actualizado al último partido disputado el 16 de febrero de 2025.
| Selección        | Temporada       | Continental | Continental | Continental | Mundial      | Mundial      | Mundial      | Amistosos | Amistosos | Amistosos | Total | Total | Total  |
| Selección        | Temporada       | Part.       | Goles       | Asist.      | Part.        | Goles        | Asist.       | Part.     | Goles     | Asist.    | Part. | Goles | Asist. |
| ---------------- | --------------- | ----------- | ----------- | ----------- | ------------ | ------------ | ------------ | --------- | --------- | --------- | ----- | ----- | ------ |
| Sub-20 · Uruguay | 2024            | —           | —           | —           | —            | —            | —            | 13        | 3         | 0         | 13    | 3     | 0      |
| Sub-20 · Uruguay | 2025            | 7           | 1           | 1           | No clasificó | No clasificó | No clasificó | 3         | 0         | 0         | 10    | 1     | 1      |
| Sub-20 · Uruguay | Total selección | 7           | 1           | 1           | 0            | 0            | 0            | 16        | 3         | 0         | 23    | 4     | 1      |
| Total selección  | Total selección | 7           | 1           | 1           | 0            | 0            | 0            | 16        | 3         | 0         | 23    | 4     | 1      |
| 1.               |                 |             |             |             |              |              |              |           |           |           |       |       |        |

## Palmarés

### Títulos nacionales
| Título              | Club          | País    | Año  |
| ------------------- | ------------- | ------- | ---- |
| Torneo Apertura     | C. A. Peñarol | Uruguay | 2024 |
| Torneo Clausura     | C. A. Peñarol | Uruguay | 2024 |
| Campeonato Uruguayo | C. A. Peñarol | Uruguay | 2024 |